# Lumacra
Lumacra is een geslacht van vlinders uit de familie van de zakjesdragers (Psychidae). De wetenschappelijke naam van dit geslacht is voor het eerst geldig gepubliceerd in 1964 door Donald R. Davis.
Deze vlinders komen voor in de Nieuwe Wereld in Centraal- en Zuid-Amerika.
Een kenmerk van Lumacra is de doornachtige uitgroei (epifyse) aan de voorste tibia, die bijna even lang is als de tibia. De geslachtsnaam verwijst hiernaar: Lumacra betekent zoveel als "poot met een doorn".

## Soorten
- L. brasiliensis (Heylaerts, 1884)
- L. haitiensis Davis, 1964
- L. hyalinacra Davis, 1964
- L. kuenckeli (Heylaerts, 1901)
- L. leucobasilaris Davis, 1975
- L. quadridentata Davis, 1964